# مصطفى قناوي
مصطفى قناوي (1955 -) هو مهندس ورئيس مجلس إدارة الهيئة القومية لسكك حديد مصر سابقاً، احال إلى التقاعد عقب حادث قطار منفلوط، وأحاله الرئيس محمد مرسي إلى التحقيق. اتهمه بعض أهالي الشهداء بمحاولة تزييف حقائق الحادث بعد وقوعه.

## حياته ومسيرته
مصطفى قناوى من مواليد عام 1955، وتخرج في كلية الهندسة جامعة أسيوط عام 1978، وعين بالهيئة عام 1979 في إدارة التشغيل، ثم تدرج في مناصب الهيئة حتى شغل مؤخرا نائب رئيس الهيئة لقطاع البنية الأساسية.

## مسيرته
- عين رئيس مجلس إدارة الهيئة القومية لسكك حديد مصر خلال الفترة 28 أكتوبر 2009 الي 26 يونيو 2011.
- عين مرة ثانية رئيس مجلس إدارة الهيئة القومية لسكك حديد مصر خلال الفترة 28 سبتمبر 2011 الي 17 نوفمبر 2012.

## انتقادات
وكان قد عاد لرئاسة الهيئة سنة 2012 بتكليف من وزير النقل رشاد المتيني بعد استقالته - حسب كلامه - أو إقالته في يونيو 2011 في عهد وزير النقل عاطف عبد الحميد.
تعرّض  مصطفى قناوي لانتقادات واتهامات بالمجاملة والمخالفة لتعيينه نسيبه نائباً له وابن شقيقه مديراً ويرقّى عديله وزوج أخته في يونيو 2010.